# Амир Ричардсон
Мајкл Амир Џуниор Ричардсон (арап. ميخائيل أمير جونيور ريتشاردسون; Антиб, 24. јануар 2002) је марокански фудбалер који тренутно наступа за Ремс. Игра на позицији везног играча.
Са очеве стране је пореклом из Америке, а са мајчине из Марока. Његов отац је бивши НБА кошаркаш Мајкл Реј Ричардсон.

## Успеси
Мароко до 23
- Афрички куп нација до 23 године  (1) :  2023.[5]

Појединачни
- Идеални тим Друге лиге Француске: 2022/23.[6]